# Specialskola
Specialskola är i Sverige en skolform som framförallt riktar sig mot elever som är döva eller har hörselnedsättning. Specialskolan kan även rikta sig till elever med grav språkstörning eller synnedsättning i kombination med ytterligare funktionsnedsättning.
Enligt läroplanen, Lgr 11, skall en elev som avslutar specialskolan vara tvåspråkig på så vis att eleven både kan kommunicera med svenskt teckenspråk och på skriftlig svenska. Inom Specialpedagogiska skolmyndigheten finns åtta statliga specialskolor, fem regionala och tre nationella. På skolorna läser majoriteten av eleverna enligt specialskolans kursplaner, men det finns även möjlighet att läsa enligt grundsärskolans kursplaner på alla skolorna. På Eke- och Åsbackaskolan kan elever även läsa enligt träningsskolans kursplaner. Alla specialskolorna är tioåriga, utom Ekeskolan där elever kan gå kvar tills de är 21 år.

## Regionala skolor
De regionala skolorna vänder sig till barn och ungdomar med hörselnedsättning och har en tvåspråkig inriktning (teckenspråk och svenska). Skolorna lägger lika stor vikt vid en visuell och teckenspråkig miljö som vid akustisk miljö och funktionell hörteknik. De regionala skolorna är följande:
- Östervångsskolan i Lund [8]
- Vänerskolan i Vänersborg [9]
- Birgittaskolan, Örebro[10]
- Manillaskolan i Stockholm [11]
- Kristinaskolan i Härnösand [12]

## Nationella skolor
De tre nationella skolorna vänder sig till olika elevgrupper men har alla en hög specialpedagogisk kompetens med förståelse för elevernas behov av individuell anpassning när det gäller tillgänglig lärmiljö och kommunikation.

### Ekeskolan
Ekeskolan  ligger i Örebro och tar emot elever med synnedsättning och ytterligare funktionsnedsättning.

### Åsbackaskolan
Åsbackaskolan  ligger i Örebro och tar emot elever som är döva eller har hörselnedsättning i kombination med utvecklingsstörning och elever med medfödd eller tidigt förvärvad dövblindhet.

### Hällsboskolan
Hällsboskolan  tar emot elever med grav språkstörning. Hällsboskolan finns i Umeå och Stockholm.